# 三重県道573号阿曽浦港線
三重県道573号阿曽浦港線（みえけんどう573ごう あそうらこうせん）は、三重県度会郡南伊勢町を通る一般県道である。

## 概要
度会郡南伊勢町阿曽浦から度会郡南伊勢町大江に至る。

### 路線データ
- 起点：度会郡南伊勢町阿曽浦（阿曽浦港）
- 終点：度会郡南伊勢町大江（国道260号交点）
- 総延長：6,484 m

## 歴史
- 1966年（昭和41年）3月18日 - 路線認定[1]。
- 2007年（平成19年）3月30日 - 接続先の国道260号の一部路線変更に伴い、終点位置が変更[2]。

## 路線状況

### 通過する路線バス
三重交通に委託するかたちでコミュニティバスとして南伊勢町営バスが道行竈から終点までの区間を通過する。起点側の阿曽浦地区にも阿曽浦バス停があるが、阿曽浦 - 道行竈間は県道573号ではなく、国道260号を経由して結ぶ。

### 交通量
2005年度（平成17年度）の道路交通センサスによると、平日12時間の交通量は南伊勢町阿曽浦でわずか23台であった。

## 地理

### 通過する自治体
- 三重県
  - 度会郡南伊勢町

### 交差する道路
| 交差する道路 | 交差する場所 | 交差する場所 |
| ------------ | ------------ | ------------ |
| 国道260号    | 大江         | 終点         |

### 沿線
リアス式海岸の贄湾岸を沿うように道路が造られているため、九十九折りの路線になっている。
- 阿曽浦漁港（第2種漁港）
- 中島郵便局
- 阿曽浦コミュニティ・センター
- 澄江寺